# Eduard von Günderrode
Johann Eustach Dietrich Eduard Freiherr von Günderrode (* 10. Oktober 1795 in Regensburg; † 11. April 1876 in Höchst an der Nidder) war ein hessischer Generalleutnant und Abgeordneter der 1. und 2. Kammer der Landstände des Großherzogtums Hessen.

## Leben
Günderrode war der Sohn des Ministers und Gesandten Philipp Maximilian Freiherr von Günderrode gen. von Kellner (1745–1814) und dessen Ehefrau Wilhelmine Freiin von Stein zu Nord- und Ostheim (1767–1857). Günderrode, der evangelischer Konfession war, heiratete am 14. Oktober 1873 in Höchst Marie geborene Eisenmenger (1838–1903) aus Reichelsheim (Odenwald). Mit dem Tod des Vaters wurde er 1814 Herr der Herrschaft Höchst an der Nidder.
Eduard von Günderrode wurde Jagdjunker und schlug eine Militärkarriere in der Großherzoglich Hessischen Armee ein. 1815 wurde er Sekondeleutnant im Garde-Regiment Chevaulegers. 1822 erhielt er die Beförderung zum Rittmeister à la suite und 1835 zum Major à la suite. 1840 wurde er Flügeladjutant des Großherzogs mit dem Rang eines Oberstleutnants à la suite, stieg bis 1864 zum Generalleutnant auf und avancierte 1866 zum Generaladjutanten. In Darmstadt wurde er Mitglied der Freimaurerloge Johannes der Evangelist zur Eintracht.
1823 wurde er zum Kammerherrn ernannt.
Von 1832 bis 1841 und erneut 1846 bis 1849 gehörte er der Zweiten Kammer der Landstände an. Er wurde für den grundherrlichen Adel gewählt.
1848 war er Mitglied des Frankfurter Vorparlaments. 1851–1856 war er gewählter Abgeordneter der höchstbesteuerten Grundbesitzer der 1. Kammer des Landtags des Großherzogtums Hessen und 1856–1872 gewählter Abgeordneter des grundherrlichen Adels im Landtag des Großherzogtums Hessen. Er vertrat konservative Positionen.